# Kaspar H. Spinner

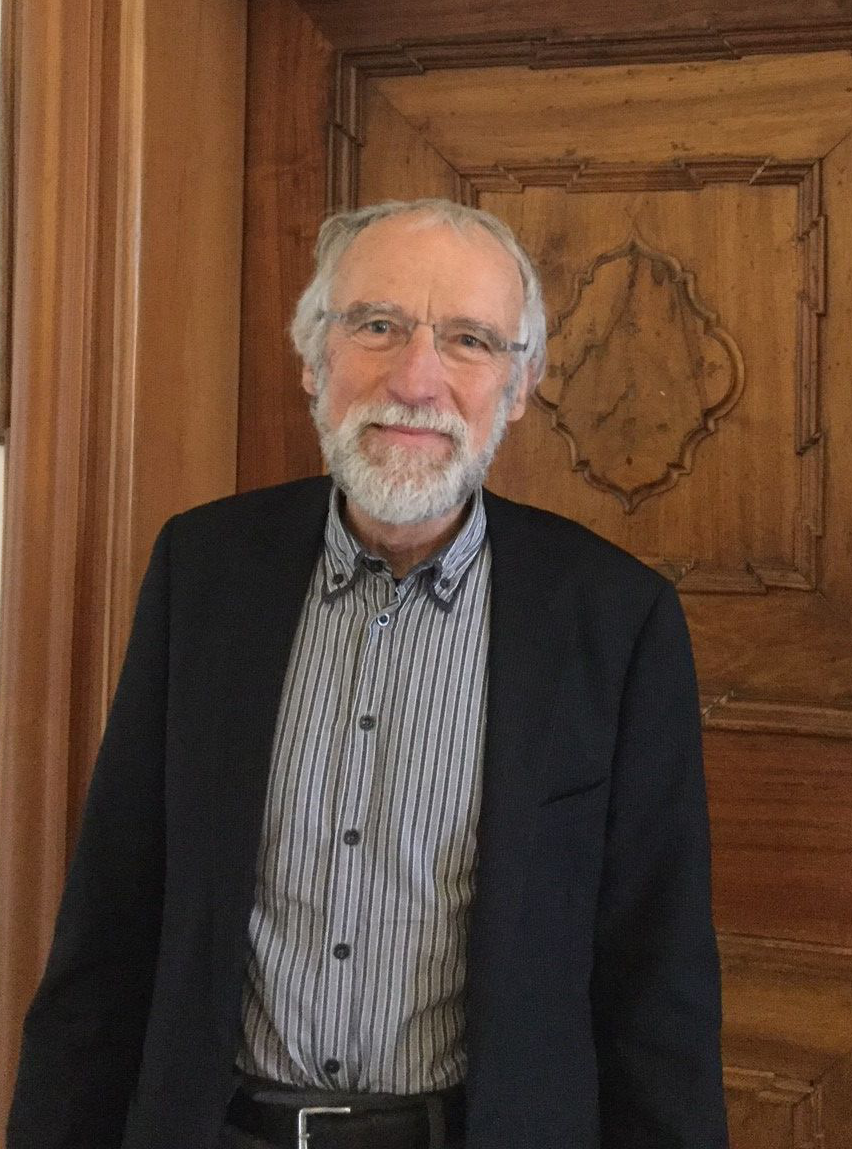
Kaspar H. Spinner, 2018

Kaspar Heinrich Spinner (* 6. März 1941 in Biel) ist ein Schweizer Germanist und Fachdidaktiker im Fach Deutsch.

## Leben
Spinner besuchte in Biel/Schweiz die Grundschule, das Progymnasium und das Gymnasium. Anschliessend studierte er von 1960 bis 1968 Germanistik, Kunstgeschichte und Pädagogik an der Universität Zürich und der FU Berlin. 1968 promovierte er an der Universität Zürich bei Emil Staiger. Ein Jahr später legte er die Diplomprüfung für das höhere Lehramt (Gymnasiallehrer) an der Universität Zürich ab.
Von 1968 bis 1972 arbeitete Spinner als Assistent von Prof. Bernhard Böschenstein an der Universität Genf (Germanistik). Zwischen 1972 und 1975 war er als Assistenzprofessor für Germanistik mit dem Schwerpunkt Literaturdidaktik an der Gesamthochschule Kassel tätig und unterrichtete an der Gesamtschule Baunatal. Von 1975 bis 1979 war Spinner Professor (H2) für Germanistik/Literaturdidaktik an der Gesamthochschule Kassel, anschliessend bis 1986 Ordentlicher Professor für Deutsche Sprache und Literatur sowie ihre Didaktik an der Pädagogischen Hochschule Rheinland, Abt. Aachen, ab 1980 integriert als Pädagogische Fakultät in die RWTH Aachen. Zwischen 1986 und 1988 war Spinner Ordentlicher Professor für Neuere Deutsche Literaturgeschichte, einschliesslich Didaktik der deutschen Literatur an der Philosophischen Fakultät der RWTH Aachen. Im Anschluss war er bis 2006 Inhaber des Lehrstuhls für Didaktik der Deutschen Sprache und Literatur an der Universität Augsburg.
Ende März 2006 wurde Spinner emeritiert. 2011 erhielt er die Ehrendoktorwürde der Pädagogischen Hochschule Weingarten.

## Wirken
Spinner etablierte in der Didaktik des Deutschunterrichts insbesondere produktive Verfahren (siehe Handlungs- und produktionsorientierter Literaturunterricht).
Im deutschdidaktischen Diskurs erlangten Spinners Elf Aspekte literarischen Lernens (2006) eine große Rezeption und Bedeutung. So widmen sich beispielsweise in einer Ausgabe der Leseräume (2015) fast alle Artikel seinen Vorschlägen. Spinner erläutert in seinem Basisartikel von 2006 seine Vorstellungen über Literaturdidaktik, speziell zum literarischen Lernen mithilfe literarischer Texte.

## Werke (Auswahl)
- Der Mond in der deutschen Dichtung von der Aufklärung bis zur Spätromantik. Bonn: H. Bouvier u. Co. Verlag 1969.
- Umgang mit Lyrik in der Sekundarstufe I. Baltmannsweiler: Schneider 4. Aufl. 2000
- (Hrsg.): SynÄsthetische Bildung in der Grundschule. Eine Handreichung für den Unterricht. Donauwörth: Auer 2001
- Kreativer Deutschunterricht. Identität – Imagination – Kognition. Seelze: Kallmeyer 2. Aufl. 2006
- (Hrsg.): Lesekompetenz erwerben, Literatur erfahren. Grundlagen. Unterrichtsmodelle für die 1.–4. Klasse. Berlin: Cornelsen Scriptor 2006
- (Hrsg. mit Constanze Kirchner und Markus Schiefer Ferrari): Ästhetische Bildung und Identität. Fächerverbindende Vorschläge für die Sekundarstufe I und II. München: kopaed 2006
- Literarisches Lernen. In: Praxis Deutsch 200, S. 6–16 (Elf Aspekte).
- (Hrsg. zusammen mit Michael Kämper-van den Boogaart): Lese- und Literaturunterricht. 3 Bände. Baltmannsweiler: Schneider 2010 (Deutschunterricht in Theorie und Praxis 11, 1–3). Eigener Beitrag darin: - Methoden des Literaturunterrichts, 11,2, 190–242.
- Kurzgeschichten – Kurze Prosa. Grundlagen – Methoden – Anregungen für den Unterricht. Seelze: Kallmeyer 2012
- Erziehung oder Lust am Ausleben von Fantasien? Beiträge zur Kinder- und Jugendliteratur und ihrer Didaktik. Frankfurt a. M.: Lang 2013
- Literarisches Lernen. Aufsätze. Ditzingen: Reclam 2022